# Украшенный воббегонг
Украшенный воббегонг (лат. Orectolobus ornatus) — вид рода ковровых акул одноимённого семейства отряда воббегонгообразных. Они встречаются в западной части Тихого океана у побережья Австралии. Максимальная зарегистрированная длина 290 см. У них приплюснутые и широкие голова и тело. Голова обрамлена характерной бахромой, образованной кожными лоскутами. Рацион состоит из донных беспозвоночных, костистых и хрящевых рыб. Вид размножается яйцеживорождением. Представляет незначительный интерес для коммерческого рыбного промысла.

## Таксономия
Впервые вид был научно описан в 1883 году.
Ранее украшенных воббегонгов считали синонимом Orectolobus halei и рассматривали их как ювенильную форму этого вида. Таксономические исследования, проведённые на основании материала, добытого в водах Нового Южного Уэльса, установили, что эти виды отличаются друг от друга окраской (украшенные воббегонги более пёстрые), размером взрослых особей, количеством лопастей, образующих дермальную бахрому в преорбитальной области, количеством позвонков туловищного отдела позвоночника (<106), числом витков спирального кишечного клапана (<25) и отсутствием надглазничных шишек. С точки зрения морфологии у украшенных воббегонгов больше расстояние между брюшными и анальным плавниками, грудные плавники меньшего размера, меньше голова и сравнительно небольшие птеригоподии у взрослых самцов.
Видовое название происходит от слова лат. ornatus — «богато украшенный», «витиеватый».

## Ареал
Украшенные воббегонги являются эндемиками западного побережья Австралии от Порт-Стефенс до Сиднея и встречаются в прибрежных водах континентального шельфа у коралловых рифах или в зарослях водорослей на глубине до 100 м. 

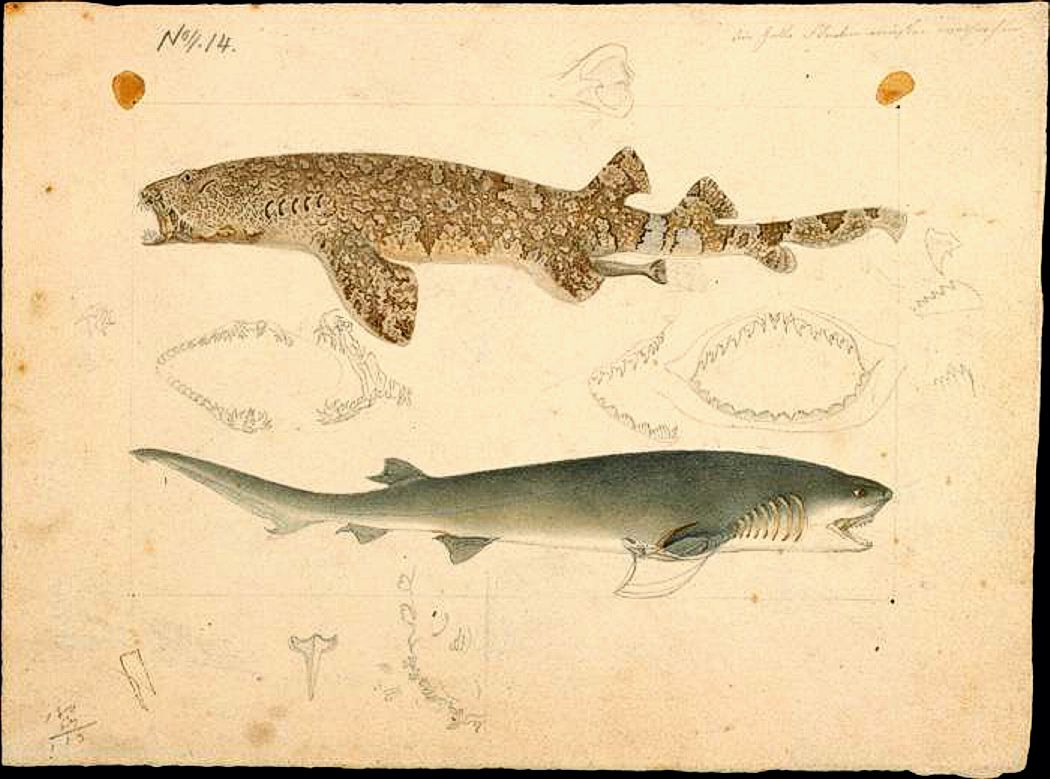
Украшенный воббегонг (вверху).

Ранее считалось, что украшенные воббегонги встречаются также в водах Японии, Индонезии и Новой Гвинеи, однако согласно последним данным их путают с другими, ещё неописанными видами воббегонгов. 

## Описание
У украшенных воббегонгов приплюснутые и широкие голова и тело. Окраска очень пёстрая, мозаичная, на спине имеется несколько отчётливых седловидных отметин прямоугольной формы с неровными краями, окаймлённых чёрными линиями. Основной фон светло-коричневого или серого цвета. Тело и плавники испещрены многочисленными тёмными пятнами со светлым центром. Ноздри обрамлены разветвлёнными усиками. Перед и под глазами имеются по пять пар кожных лопастей. Лопасти кожной бахромы, расположенные позади брызгалец, плохо развиты. Бугорки и выступы на дорсальной поверхности отсутствуют. Спинные плавники низкие, наклонённые. Основание первого спинного плавника начинается на уровне последней трети оснований брюшных плавников. Расстояние между спинными плавниками составляет длиннее внутреннего края первого спинного плавника и примерно равно половине длины его основания. Высота первого спинного плавника почти равна длине его основания. Хвостовой плавник асимметричный, у края верхней лопасти имеется вентральная выемка, нижняя лопасть отсутствует.

## Биология
Украшенные воббегонги ведут ночной образ жизни. Днём они отдыхают под рифами, в расщелинах или пещерах, а ночью выходят на охоту. Днём эти акулы встречаются как в одиночку, так и скоплениями. Иногда они лежат друг на друге кучей. У этих акул ограничен индивидуальный участок обитания, на котором имеются несколько часто используемых укрытий. В течение 211 дней одну и ту же особь наблюдали на территории 75 га. Рацион украшенных воббегонгов состоит из костистых рыб, ракообразных, головоногих акул и скатов. В желудках украшенных воббегонгов, пойманных у берегов Нового Южного Уэльса, ракообразные не были обнаружены. Однако исследованные акулы были либо подростками, либо взрослыми, чья длина превышала 70 см. Вероятно, ракообразные входят в рацион совсем молодых мелких акул. 

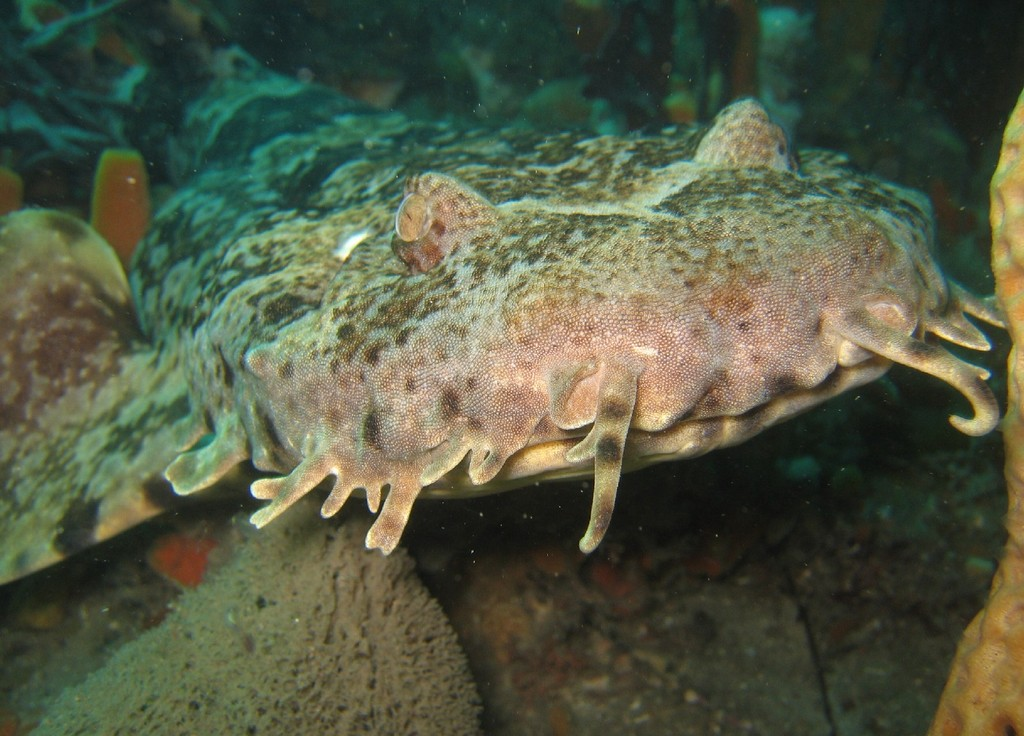
Молодой украшенный воббегонг.

Украшенные воббегонги размножаются яйцеживорождением. В помёте до 12 новорожденных длиной около 20 см. Цикл размножения трёхгодичный. Фолликулы развиваются в течение двух лет, а на третий год в ноябре происходит овуляция. Беременность длится 10—11 месяцев. Роды случаются в сентябре и октябре. Максимальная зарегистрированная длина 288 см. Украшенные воббегонги достигают половой зрелости при длине 175, однако у берегов Квинсленда был пойман взрослый самец длиной 65 см. В неволе украшенные воббегонги вырастают за год приблизительно на 20 см.

## Взаимодействие с человеком
Вид представляет умеренный интерес для коммерческого рыбного промысла. Мясо употребляют в пищу, но ценится оно невысоко. Из шкуры выделывают кожу хорошего качества с красивым узором. В качестве прилова эти акулы попадаются при коммерческой добыче. В водах Западной Австралии все акулы и скаты находятся под защитой закона. Их вылов лимитирован. Международный союз охраны природы присвоил этому виду статус сохранности «Близкий к уязвимому положению». 